# Ucraina al Junior Eurovision Song Contest
L'Ucraina ha sempre partecipato sin dal suo debutto nel 2006. La rete che cura le varie partecipazioni è l'emittente radiotelevisivo Suspil'ne.

## Partecipazioni
- Primo posto
- Secondo posto
- Terzo posto
- Ultimo posto

| Anno | Artista              | Canzone                | Lingua           | Posizione | Posizione |
| Anno | Artista              | Canzone                | Lingua           | Finale    | Punti     |
| ---- | -------------------- | ---------------------- | ---------------- | --------- | --------- |
| 2006 | Nazar Sljusarčuk     | Chlopčyk Rock 'n' Roll | Ucraino          | 9º        | 58        |
| 2007 | Ilona Galyc'ka       | Urok glamuru           | Ucraino          | 9º        | 56        |
| 2008 | Viktorija Petryk     | Matrosy                | Ucraino          | 2º        | 135       |
| 2009 | Andranik Aleksanjan  | Try topoli, try surmy  | Ucraino          | 5º        | 89        |
| 2010 | Julija Gurs'ka       | Mij litak              | Ucraino          | 14º       | 28        |
| 2011 | Kristall             | Jevropa                | Ucraino, inglese | 11º       | 42        |
| 2012 | Anastasija Petryk    | Nebo                   | Ucraino, inglese | 1º        | 138       |
| 2013 | Sofija Tarasova      | We Are One             | Ucraino, inglese | 2º        | 121       |
| 2014 | Sympho-Nick          | Spring Will Come       | Ucraino, inglese | 6º        | 74        |
| 2015 | Anna Trinčer         | Počny z sebe           | Ucraino, inglese | 11º       | 38        |
| 2016 | Sofija Rol'          | Planet Craves for Love | Ucraino, inglese | 14º       | 30        |
| 2017 | Anastasija Bahins'ka | Don't Stop             | Ucraino, inglese | 7º        | 147       |
| 2018 | Darina Krasnovec'ka  | Say Love               | Ucraino, inglese | 4º        | 182       |
| 2019 | Sofija Ivan'ko       | The Spirit of Music    | Ucraino, inglese | 15º       | 59        |
| 2020 | Oleksandr Balabanov  | Vidkryvaj (Open Up)    | Ucraino, inglese | 7º        | 106       |
| 2021 | Olena Usenko         | Važil'                 | Ucraino          | 6º        | 125       |
| 2022 | Zlata Dzjun'ka       | Nezlamna (Unbreakable) | Ucraino, inglese | 9º        | 111       |
| 2023 | Anastasija Dymyd     | Kvitka                 | Ucraino, inglese | 5º        | 128       |
| 2024 | Artem Kotenko        | Hear Me Now            | Ucraino, inglese | 3º        | 203       |
| 2025 |                      |                        |                  |           |           |

## Storia delle votazioni
Al 2021, le votazioni dell'Ucraina sono state le seguenti: 
Punti dati
| Posizione | Stato       | Punti |
| --------- | ----------- | ----- |
| 1         | Georgia     | 123   |
| 2         | Armenia     | 115   |
| 3         | Russia      | 96    |
| 4         | Bielorussia | 95    |
| 5         | Malta       | 68    |

Punti ricevuti
| Posizione | Stato       | Punti |
| --------- | ----------- | ----- |
| 1         | Georgia     | 100   |
| 2         | Bielorussia | 96    |
| 3         | Russia      | 82    |
| 4         | Armenia     | 75    |
| 5         | Malta       | 51    |

## Organizzazione dell'evento
| Anno | Città | Luogo               | Conduttori                          |
| ---- | ----- | ------------------- | ----------------------------------- |
| 2009 | Kiev  | Palazzo dello Sport | Ani Lorak e Timur Mirošnyčenko      |
| 2013 | Kiev  | Palazzo Ucraina     | Timur Mirošnyčenko e Zlata Ohnjevič |